# The Incredibles: Rise of the Underminer
Los Increíbles: La Venganza del Subterraneo (Mr. Incredible: Kyouteki Underminer Toujou en Japón) es un videojuego acción y aventuras de 2005 además de ser una secuela alternativa de la película animada Los Increíbles. Con los personajes de Mr. Increíble y Frozono pelean contra la legión de robots de Subterráneo. El juego presenta apariciones del resto de Los Increíbles, aunque no son personajes jugables. John Ratzenberger retoma su papel como la voz de Subterráneo, mientras que Craig T. Nelson y Samuel L. Jackson son reemplazados por Richard McGonagle e Isaac C. Singleton Jr. como Mr. Increíble y Frozono, respectivamente.

## Elenco
- John Ratzenberger es Subterráneo (El Socavador en España)
- Greg Ellis
- Deena Freeman
- Philip Lawrence
- Richard McGonagle es Mr. Increíble
- Jon Olson
- Rob Paulsen es Crustodian
- Isaac C. Singleton, Jr es Frozono

- Datos: Q2305410